# Ä
Ä ali ä je črka, ki predstavlja bodisi črko več različnih razširjenih pisav ali črko A s preglasom.